# Guineu voladora de les illes Bonin
La guineu voladora de les illes Bonin (Pteropus pselaphon) és una espècie de ratpenat de la família dels pteropòdids. És endèmica de les illes Bonin (Japó). El seu hàbitat natural són els boscos. Està greument amenaçada per la caça furtiva i les xarxes que posen els pagesos per evitar que es mengi els seus cultius.